# Échange économico-sexuel

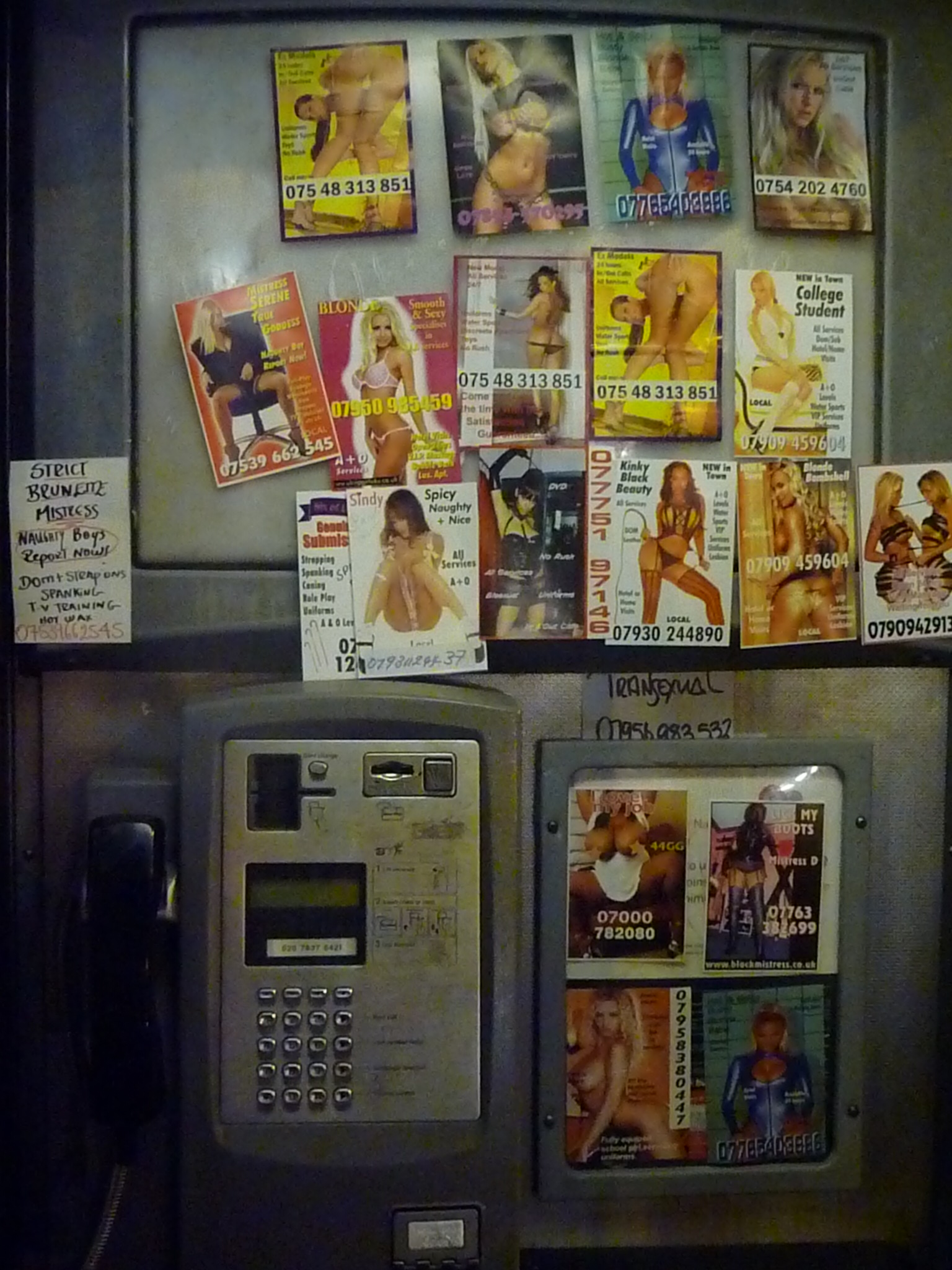
Une cabine téléphonique de Londres

Un échange économico-sexuel est une transaction économique liée à l’exécution (ou la promesse) d'un acte sexuel. Ce concept du matérialisme historique est utilisé en sciences sociales depuis sa formalisation à la fin du XXe siècle par l'anthropologue Italienne Paola Tabet. Pour elle, bien que le « sens commun » dissocie en Europe la prostitution des autres formes de relations sexuelles, celles-ci sont aussi marquées par la présence régulière de transactions économiques (dot, cadeau…). Lorsqu'elles existent, ces transactions marquent l'inégalité de l'un des partenaires vis-à-vis de l'autre, transformant la sexualité en service. Il existe donc tout un continuum de relations sexuelles « de service » dont la prostitution n'est qu'une forme, socialement considérée comme illégitime.
Ce terme désigne aussi la théorie féministe matérialiste de Paola Tabet qui accompagne l'introduction de ce concept, selon laquelle l'hétérosexualité, dans les sociétés patriarcales, se structurerait autour de tels échanges allant quasiment toujours dans le même sens (transaction économique de l'homme vers la femme), qui marque une mise au service des hommes de la sexualité féminine, causée par les inégalités matérielles entre hommes et femmes, et qui, dans un cercle vicieux, viendrait renforcer ces mêmes inégalités.

## Généralités
Un échange économico-sexuel a lieu lorsque l'un des partenaires fournit une compensation pour accéder à la sexualité de l'autre, sous forme économique, en valeur-prestige, en engagement contractuel (mariage), ou autre. Cette compensation, dès lors qu'elle devient habituelle et systématique, et même lorsqu'elle n'est pas vue comme une condition nécessaire à la relation sexuelle, marque celle-ci comme inégalitaire. La relation sexuelle tend à devenir un service rendu par un partenaire à l'autre en échange de ladite compensation. Cette inégalité rend un des partenaires moins légitime que l'autre à voir ses désirs assouvis et à tirer du plaisir de l'acte sexuel.
Les échanges économico-sexuels ne sont pas tous explicites. L'aspect transactionnel de la relation peut être implicite, voire nié, sincèrement ou non, par les participants à l'échange. Cette situation est courante dans la société occidentale contemporaine, par exemple, où la présence de motivations vénales à un acte sexuel est moralement taboue,.

### Formes légitimes et illégitimes

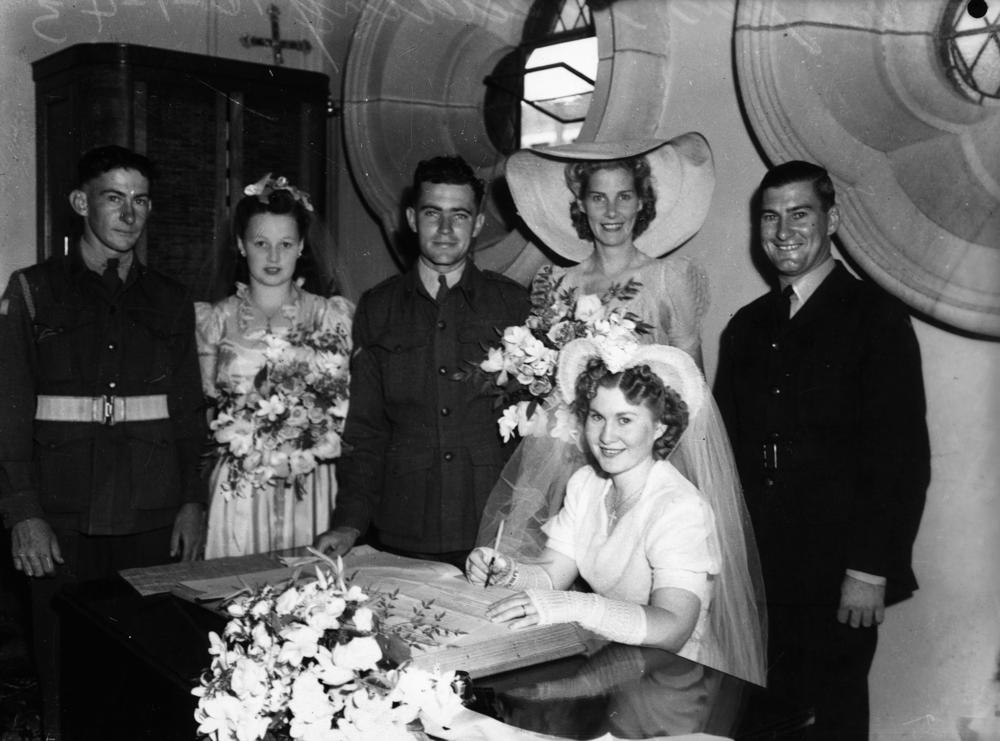
Un mariage en Australie (1945)

Chaque société, en fonction de son organisation propre et de ses valeurs, possède des normes, légales ou sociales, sur les modalités acceptables d'échanges et, plus largement, sur les modalités acceptables des relations sexuelles. Une sanction sociale et/ou légale vient punir les relations sexuelles sortant de ce cadre, que celles-ci soient mutuellement consenties ou non.

#### Mariage
Par définition, le mariage est une union institutionnellement reconnue et considérée comme légitime. L'institution matrimoniale est fortement marquée par la notion d'échange économico-sexuel. La part d'échange économique se retrouve dans les dots et les engagements patrimoniaux des mariés, la part d'échange sexuel dans la notion de devoir conjugal et l'interdiction de l'adultère.
En France, le refus d'avoir des relations sexuelles dans le cadre du mariage est un motif de divorce pour faute (notion de devoir conjugal).
Pour l'anthropologue Claude Lévi-Strauss, l'échange matrimonial dans les sociétés patriarcales est un échange entre hommes de la personne de la femme. La symbolique du mariage évoque souvent la passation, du père (ou du frère) au mari, de la personne de la mariée. L'inégalité dans les conséquences sociales et légales du mariage consacre cette passation : le changement de nom des femmes pour prendre celui de leur mari, notamment, marque le déplacement de la mariée d'une famille à une autre.
« 
La relation globale d'échange qui constitue le mariage ne s'établit pas entre un homme et une femme qui chacun doit, et chacun reçoit quelque chose : et s'établit entre deux groupes d'hommes, et la femme y figure comme un des objets de l'échange et non comme l'un des partenaires entre lesquels il a lieu.
 »
— Claude Lévi-Strauss, Les structures élémentaires de la parenté, 1967
Néanmoins, la position du mariage dans le continuum de l'échange économico-sexuel n'est pas fixe, et dépend des modalités de celui-ci, selon la symbolique qui y est attachée et les implications qu'il entraîne : qu'il est ou n'est pas arrangé ou forcé, que le divorce et le remariage sont ou non autorisés, que le viol conjugal est ou non reconnu.
L'intrication entre mariage et échange économique s'observe aussi dans le cadre juridique inégal qui peut régir la dépendance économique des femmes envers leurs époux. Ainsi, en Angleterre, le principe de coverture faisait disparaître l'existence légale des femmes mariées au profit de leur époux. En France, l'accès autonome des femmes à l'argent se fait progressivement à partir de la fin du XVIIIe siècle, l'égalité entre époux n'étant obtenue totalement qu'en 1985. Il est alors possible pour les hommes de « payer pour jouir, en pratiquant un commerce unilatéral. De manière crue – en donnant de l'argent – ou détournée, en faisant des cadeaux ».

#### Entretien
À Haïti, la coutume du « plaçage » (ou plasaj) est un échange économico-sexuel entre un homme et sa maîtresse, en dehors des institutions maritales mais aux droits et devoirs définis pour chaque partie et s'établissant à long terme. L'homme fournit à sa maîtresse une demeure et subvient économiquement aux besoins de sa maîtresse et des enfants qu'ils pourraient avoir, en échange de quoi elle lui doit fidélité, bien que l'homme puisse avoir d'autres partenaires.

#### Don dans le concubinage
La composante d'échange économico-sexuel entre amants est présente, selon Tabet, dès lors que le don est habituellement et unilatéralement associé à l'acte sexuel. Dans de nombreuses sociétés, il est considéré comme ordinaire qu'une femme reçoive des cadeaux de son ou ses amants, au point que ce serait l'absence de ces cadeaux qui serait anormale.
C'est le cas, notamment, dans un grand nombre de grandes villes d'États africains, où ces relations d'échanges informelles sont souvent le fait de femmes émigrées des villages et venues vivre seules à la ville. Bien souvent, leur migration est « d'abord une fugue (parfois réitérée), refus d'un mariage imposé par la famille », et correspond à « leur réponse et leur réaction à la violence des hommes et au fait qu'ils détiennent des droits sur elles ». Pour l'ONUSIDA, « pour les filles et les femmes de nombreuses cultures, le sexe est la "monnaie" avec laquelle on attend d'elles qu'elles paient ce dont elles ont besoin pour vivre, depuis un examen scolaire jusqu'à une licence commerciale ou à un permis de passer une frontière ».

#### Prostitution

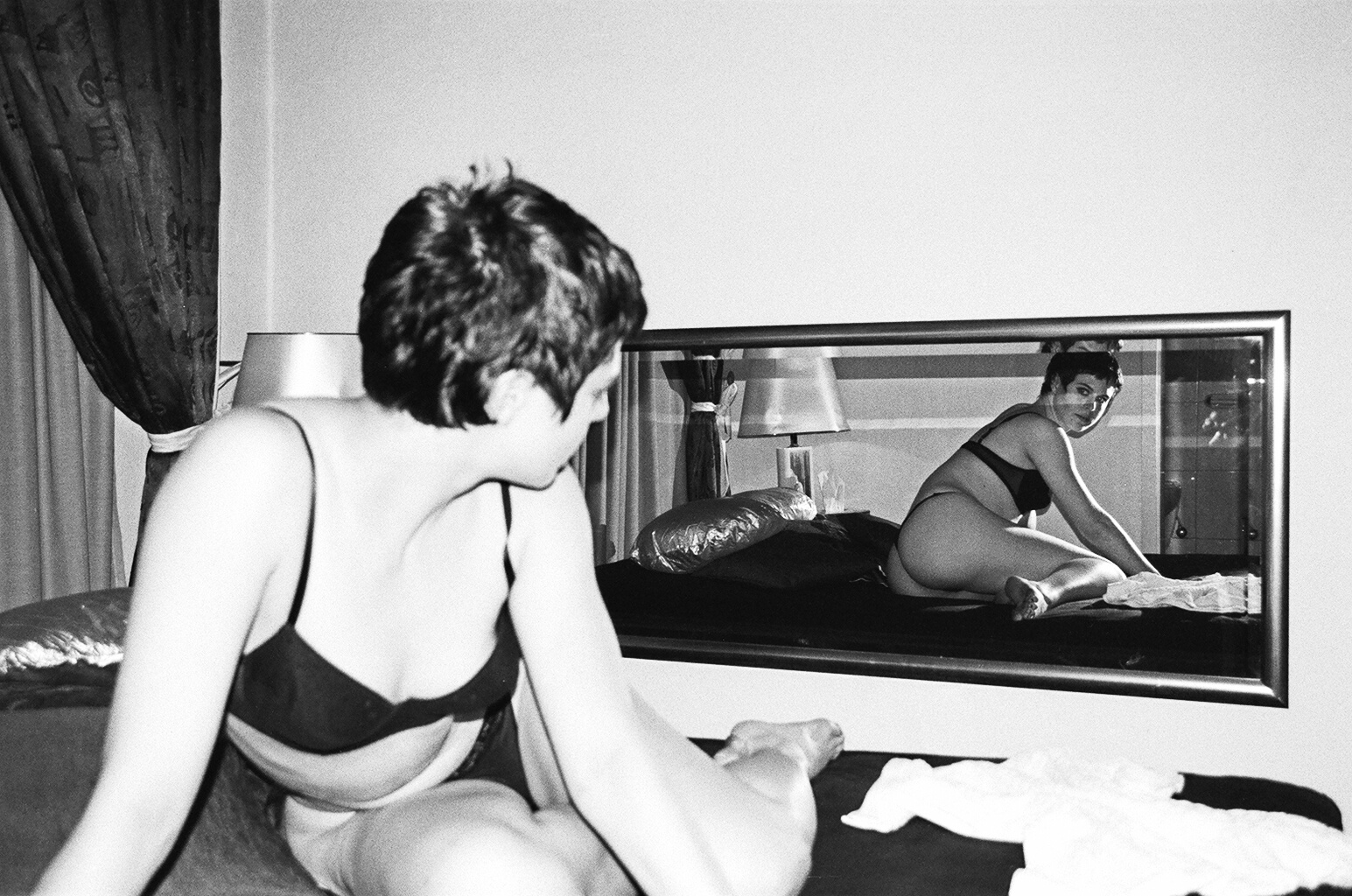
Une travailleuse du sexe allemande (2001)

Au sens courant de la société occidentale contemporaine, le terme « prostitution » désigne une suite d'échanges économico-sexuels de courte durée, préalablement et explicitement négociés. Néanmoins, ce terme recouvre dans d'autres sociétés des réalités différentes.
Ainsi, dans l'Ancien Régime, le juriste Daniel Jousse définit les prostituées comme « les femmes ou les filles qui se prostituent et s'abandonnent publiquement, soit gratuitement, soit pour de l'argent ». La prostitution est ici un terme qui recouvre toute forme d'indécence publique, indépendamment de son aspect vénal.
Dans l'Encyclopediæ Catholica de 1953, de nombreuses formes de relations sexuelles sont taxées de « prostitution », comme les relations sexuelles extraconjugales traditionnelles des Maasaï ou des Inuits.
Le travail anthropologique de Paola Tabet fournit de nombreux exemples d'emploi du terme prostitution, pour désigner de nombreuses autres formes de relations sexuelles, avec comme seul point commun une considération d'illégitimité et une stigmatisation de la relation.
La promotion canapé, qui peut être vue comme l’échange d’une relation sexuelle contre un avancement professionnelle ou, au contraire, la contrainte d’une relation sexuelle pour bénéficier d’une promotion, constitue également un échange économico-sexuel.
« 
La catégorie « prostituée » ou « putain », « prostitution », ne peut se distinguer ni définir par un contenu concret qui lui serait propre, ou par des traits spécifiques. C'est une catégorie définie par une relation : cette catégorie est une fonction des règles de propriété sur la personne des femmes dans les différentes sociétés. Et, plus précisément, la transgression, la rupture de ces règles. […] Autrement dit, les différentes définitions de la prostitution constituent un discours sur l'usage légitime et sur l'usage illégitime qui peut être fait du corps des femmes.
 »
— Paola Tabet, La grande arnaque. Sexualité des femmes et échange économico-sexuel, p. 32-33

### LeContinuum
Les modalités d'un échange économico-sexuel en établissent sa forme.
Paola Tabet répartit les échanges économico-sexuels le long d'un continuum fait de deux lignes de quantification qui se croisent l'une l'autre :
- Celle de la relation née de l'échange, c'est-à-dire de l'importance du service sexuel échangé.
  - À une extrémité de cette ligne, l'échange concerne la totalité de la personne, dont celui qui l'a « achetée » entre en possession. Par exemple, en Angleterre et jusqu'à la fin de l'époque victorienne, le principe de coverture dissout la personnalité juridique de la femme mariée, confondue avec celle de son mari auquel elle doit obéissance. Dans de telles relations, le service sexuel est de durée illimitée ou indéfinie, et est confondu avec la sexualité même du sujet « échangé ». Celui-ci perd le contrôle de sa propre sexualité : à la fois le droit à avoir une sexualité propre hors de la relation d'échange, et le droit de se refuser à un acte sexuel ou à en poser des limites. Le service sexuel s'accompagne également d'autres prestations, correspondant au rôle traditionnellement confié aux épouses (travail domestique, travail reproductif, soins du corps, soutien psychologique et moral).
  - À l'autre extrémité, une relation de travail : un service de courte durée ramené à une suite d'actes sexuels, préalablement négociés dans leur nature et leur durée, « dégagés du travail domestique et reproductif, et potentiellement dissociés, pour la personne qui le fournit, de sa propre sexualité »[T 6].
- Celle de la négociation de l'échange.
  - D'un côté, la personne fournissant le service est un simple « objet » de la négociation, qui se réalise sans elle et dont elle ne touche pas la rétribution. C'est le cas, par exemple, des mariages forcés ou de la prostitution en maison close.
  - À un niveau intermédiaire, on trouve les relations où la transaction économique se fait sans réelle négociation. C'est le cas des demi-mondaines, où l'échange économique se fait sous forme de don, non négocié et postérieur à l'acte, au bon vouloir de la personne recevant le service sexuel.
  - Enfin, à l'autre extrémité, la personne fournissant le service est « sujet » de la négociation, pouvant déterminer elle-même, ou du moins pouvant négocier, de même que dans d'autres relations de travail, la nature de chaque service et le tarif de chaque prestation[T 6].

## Comme système
« 
Dans un contexte général de domination des hommes sur les femmes, les rapports entre les sexes ne constituent pas un échange réciproque de sexualité. Un autre type d'échange se met en place : non pas de la sexualité contre de la sexualité, mais une compensation contre une prestation, un paiement contre une sexualité largement transformée en service.
 »
— Paola Tabet, La grande arnaque. Sexualité des femmes et échange économico-sexuel, p. 83

### Causes et conséquences
Pour les féministes matérialistes, la domination économique et sociale des hommes dans le patriarcat est la cause principale de la structuration des rapports de pouvoirs entre hommes et femmes. En l'occurrence, l'appropriation du pouvoir par les hommes, en tant que groupe social, permet ensuite la redistribution de celui-ci aux femmes contre l'accès à leur sexualité, à leur capacité procréative et contre leur engagement ménager.
Ramenées à un rôle social replié sur le foyer, les femmes sont ainsi incitées à délaisser la participation à la vie publique et, ce faisant, renforcent l'emprise masculine sur les structures de pouvoir, dans un cercle vicieux d'exclusion et de domestication des femmes.
L'autre conséquence de cette structuration de la sexualité est l'aliénation de la sexualité des femmes, devenue un objet d'échange par et entre les hommes. Ramenée à un rôle de service du plaisir masculin, la sexualité féminine devient étrangère, dans ses buts, aux femmes elles-mêmes, menant à une méconnaissance par les femmes de leur propre corps, une négligence de leur désir et de leur plaisir, et une négation de leur capacité à avoir une sexualité pour elles-mêmes.
C'est de cette constatation qu'est parti le mouvement du féminisme pro-sexe pour affirmer la nécessité pour les femmes de se réapproprier leur corps et leur sexualité.

### Négation de l'échange
Dans les sociétés occidentales modernes, les liens entre transactions économiques et relations intimes sont considérés comme tabous et illégitimes. Pourtant, les lieux de rencontres à visées sentimentales et/ou sexuelles restent marqués par un échange économique inégal : les boîtes de nuit, clubs libertins, sites de rencontre pratiquent généralement des tarifs différenciés et plus élevés pour les hommes. Ainsi, hommes et femmes sont toujours marqués comme inégaux dans les relations hétérosexuelles, une inégalité qui se retrouve dans les pratiques sexuelles comme le sexe oral.
La composante économique des relations intimes est souvent niée car vue comme un marqueur d'illégitimité.
« 
C’est un point qui fait facilement l'objet de dénégation, notamment de la part des femmes. Cette scission entre une sexualité légitime (pour laquelle on nie l’existence d’un échange) et les autres relations est le propre des sociétés occidentales actuelles. Par contre dans beaucoup d’autres sociétés — et, dans le passé, aussi dans les sociétés occidentales — on dit de façon claire et nette que le sexe est le capital des femmes, leur terre, et qu’elles doivent bien l’utiliser.
 »
— Paola Tabet, entretien par Mathieu Trachman, 2009

## Comme concept

### Précurseurs
En 1909, la suffragiste britannique Cicely Hamilton écrit un essai pamphlétaire intitulé Marriage as a Trade (« Le mariage comme un échange »), considéré comme un document majeur du féminisme édouardien. Elle y défend l'idée que le mariage est économiquement nécessaire aux femmes plus qu'aux hommes, et que cette nécessité est à la source de comportements différents vis-à-vis de l'amour, de la sexualité, ou de la séduction. Elle déplore également la négation par la société de l'aspect économique du mariage.
En 1921, la féministe russe Alexandra Kollontai, alors à la tête du Jenotdel, chargée des droits des femmes en URSS, tient un discours public consacré à la lutte contre la prostitution. Elle y soutient que la prostitution, moralement, ne diffère pas du mariage intéressé : « Pour nous, dans la république ouvrière, il n'est pas important qu'une femme se vende à un homme ou à plusieurs, qu'elle soit catégorisée comme une prostituée professionnelle vendant ses faveurs à une succession de clients ou comme une femme se vendant à son mari. »

### Formalisation et dépassement
L'anthropologue italienne Paola Tabet formalise le concept d'échange économico-sexuel en 1987, dans un article devenu classique de la revue Les Temps modernes. Après vingt ans de travaux sur le sujet, elle publie La Grande Arnaque. Sexualité des femmes et échanges économico-sexuels qui rassemble ses conclusions.
Pour les chercheurs Christophe Broqua et Catherine Deschamps, la notion d'échange économico-sexuel est « l'un des plus beaux fleurons de la pensée féministe » : « cette idée, inattendue au premier abord mais évidente à la réflexion, ayant finalement toutes les allures d’un eurêka anthropologique, s’est rapidement imposée dans le champ des études féministes, puis bien au-delà. »
Le concept d'échange économico-sexuel est devenu un des piliers du féminisme matérialiste et de sa vision de la sexualité.
Avec l'émergence de courants plus récents du féminisme, d'autres approches des sciences sociales viennent compléter l'étude de ces échanges : des études intersectionnelles des échanges structurés par divers rapports de domination imbriqués, ou des études faisant intervenir les notions de désir, de plaisir ou de sentiments, notions absentes du travail structuraliste et marxiste de Tabet.